# Rhynchina kengkalis
Rhynchina kengkalis är en fjärilsart som beskrevs av Bremer 1864. Rhynchina kengkalis ingår i släktet Rhynchina och familjen nattflyn. Inga underarter finns listade.